# Санчес Морено, Карлос
Ка́рлос Альбе́рто Са́нчес Море́но (исп. Carlos Alberto Sánchez Moreno; род. 6 февраля 1986 года, Кибдо, Колумбия) — колумбийский футболист, полузащитник клуба «Индепендьенте Санта-Фе». Участник чемпионата мира 2014 года и чемпионата мира 2018 года.
За неуступчивую манеру игры получил прозвище «Скала».

## Клубная карьера

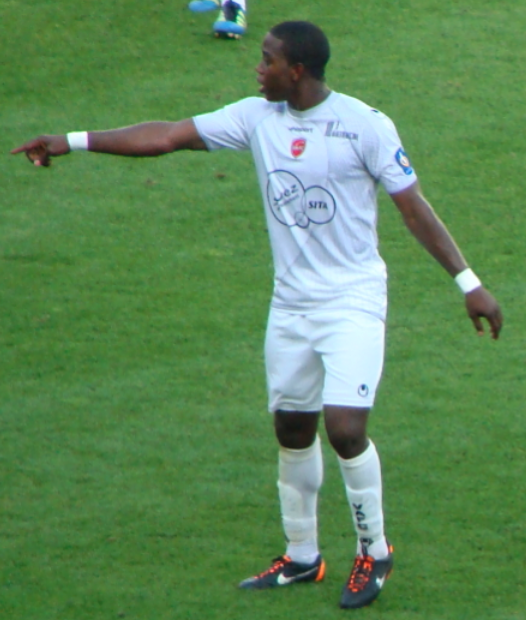
Санчес в составе «Валансьена»

Санчес — воспитанник футбольной академии уругвайского «Данубио». В 2005 году он перешёл «Ривер Плейт» из Монтевидео и в том же году дебютировал в уругвайской Примере. В команде он провел два сезона и принял участие 40 матчах и забил 1 гол.
В 2007 году Карлос перешёл во французский «Валансьен», подписав контракт к клубом на 5 лет. 4 августа в матче против «Тулузы» Санчес дебютировал в Лиге 1. 13 декабря 2008 году в поединке против «Монако» он забил свой первый гол за клуб. Летом 2012 года контракт Карлоса закончился и он покинул клуб. После долгих и безрезультатных переговоров с английскими «Вест Бромвич Альбион» и «Болтон Уондерерс», он вернулся во «Валансьен» подписав с клубом новый контракт.
Летом 2013 года Санчес подписал трёхлетний контракт с испанским «Эльче». Сумма трансфера составила 3,7 млн евро. 24 августа в матче против «Реал Сосьедад» он дебютировал в Ла Лиге.
Летом 2014 года после чемпионата мира в Бразилии Карлос подписал контракт с английской «Астон Виллой». Сумма трансфера составила 4,7 млн фунтов. 23 августа в матче против «Ньюкасл Юнайтед» он дебютировал в английской Премьер-лиге, заменив Шарля Н’Зогбия во втором тайме. 25 апреля 2015 года в поединке против «Манчестер Сити» Санчес забил свой первый гол за «Астон Виллу».
Летом 2016 года Карлос перешёл в итальянскую «Фиорентину» на правах аренды, с последующим выкупом за 3 млн евро. 20 августа в матче против «Ювентуса» он дебютировал в итальянской Серии A, заменив во втором тайме Милана Баделя. 28 августа в поединке против «Кьево» Санчес забил свой первый гол за «Фиорентину». В начале 2018 года Карлос на правах аренды перешёл в «Эспаньол». 4 февраля в матче против «Барселоны» он дебютировал за новую команду.
Летом 2018 года Санчес перешёл в «Вест Хэм Юнайтед», подписав контракт на два года.
4 марта 2021 года Карлос Санчес перешел на правах свободного агента в «Уотфорд».

## Международная карьера
9 мая 2007 года в матче против сборной Панамы Карлос дебютировал за сборную Колумбии. В том же году он попал в расширенный список футболистов на Кубок Америки 2007, но в финальную заявку Санчес включен не был. Он привлекался в национальную команду на матчи отборочного этапа чемпионата мира 2010.
В 2011 году Санчес принял участие в Кубке Америки в Аргентине. На турнире он сыграл в матчах против сборных Аргентины, Боливии и Перу.
В 2014 году Карлос попал в заявку национальной команды на участие в чемпионате мира в Бразилии. На турнире он сыграл в матчах против команд Греции, Кот-Д’Ивуара, Уругвая и Бразилии.
В 2015 году в составе сборной Санчес принял участие в Кубке Америки в Чили. На турнире он сыграл в матчах против сборных Бразилии, Перу и Венесуэлы.
Летом 2016 года Карлос в третий раз принял участие в Кубке Америки в США. На турнире он сыграл в матчах против команд США, Перу, Чили и Коста-Рики.
В 2018 году в Санчес принял участие в чемпионате мира 2018 года в России. На турнире он сыграл в матчах против команд Японии, Сенегала и Англии.

## Достижения
Международные
 Колумбия
- Кубок Америки — 2016